# Пренцлавський договір
Пренцлавський договір, або Пренцлавський мир (нім. Vertrag von Prenzlau, Frieden von Prenzlau, Vergleich von Prenzlau) — термін на позначення кількох договорів під час низки воєн між Бранденбурзьким маркграфством і Померанським герцогством, які у XV столітті воювали за владу над Померанією-Штеттіном (Штеттінським герцогством) та за володіння Укермарком. Перший мир у Пренцлаві завершив війну 1445—1448 років, тоді як другий Пренцлавський мир поклав край війні 1466—1468 років. У старіших документах Пренцлав (нім. Prenzlau) міг писатися як Prenzlow, що було загальновживаним написанням у часи укладення договорів і змінилося лише протягом ХІХ століття. Пренцлав розташований у центрі Укермарка.

## Перший Пренцлавський мирний договір (1448)
Після низки конфліктів бранденбурзькі маркграфи та поморські герцоги Пренцлавським договором від 1448 року розділили Укермарк. Його південні частини мали належати Бранденбургу, а північні залишилися за Померанією. У випадку зникнення померанської династії північні частини мав успадкувати Бранденбург. Мирний договір підготували у 1447 році та підписали 3 травня 1448 року.

## Другий Пренцлавський мир (1472, 1479)
Війна спалахнула знову, коли ганзейське місто Штеттін (нині Щецин) відмовилося присягнути на вірність бранденбурзькому маркграфу Фрідріху II, як цього вимагало дотримання Зольдинського договору 1466 року. Бранденбург відповів нападом на Померанське герцогство і просунувся вглиб Померанії-Штеттін, яка до війни включала Укермарк.
Більшість бойових дій у цій війні завершилися перемир'ям — договором у Пренцлаві 1468 року: за ним Бранденбург зберіг південний Укермарк, здобутий у ході війни від Померанії. Перемир'я, укладене у вересні 1468 року, було продовжено у 1469 році у Петрикові.
Другий Пренцлавський договір (1472) — це мирний договір, підписаний 31 травня 1472 року між Альбрехтом III та герцогами Померанії. За умовами цієї угоди, герцоги Ерік II і Вартислав X передали Штеттінське герцогство Альбрехту III, при цьому Укермарк став невід'ємною частиною Бранденбургу, а решта Штеттінського герцогства — бранденбурзьким васалом. Цю угоду підтвердив у 1473 році імператор Священної Римської імперії Фрідріх III.
Третій договір у Пренцлаві (1479) перепідтвердив договір 1472 року.